# Градина (планина)
Градина је планина на граници Србије и Црне Горе, између градова Прибоја и Пљеваља. Његов највиши врх Банђер има надморску висину 1.446 метара.